# In der Dalster
In der Dalster ist eine Ortslage im Westen des Wohnquartiers Friedrichsberg der bergischen Großstadt Wuppertal, Stadtteil Elberfeld.

## Lage und Beschreibung
Die Ortslage liegt auf einer Höhe von 248 m ü. NHN an den nördlichen Hang des Lichtscheider Höhenrücken i.e.S. (Wuppertaler Südhöhen) im Westen des Wohnquartiers Friedrichsberg im Stadtbezirk Elberfeld. Bei dem Ort, am Könighöher Weg, entspringt der Bach Dalster. Benachbarte Ortslagen sind Am Elend, Ossenbeck, In der Hoffnung, Im Honigstal und Königshöhe.
Der Ursprung des Namens ist nicht bekannt.

## Geschichte
Auf der Topographischen Aufnahme der Rheinlande von 1824 ist die Ortslage mit In der Dalster beschriftet, auf späteren Karten bis 1988 als Dalster. Ab den Karten ab 1993 wieder als In der Dalster.
1815/16 besaß der Ort 18 Einwohner. 1832 gehörte In der Dalster zur Steinbeck- und Arrenberger Rotte des ländlichen Außenbezirks des Kirchspiels und der Stadt Elberfeld. Der laut der Statistik und Topographie des Regierungsbezirks Düsseldorf als Handwerkerwohnung kategorisierte Ort wurde als In der Dalster bezeichnet und besaß zu dieser Zeit zwei Wohnhäuser und zwei landwirtschaftliche Gebäude. Zu dieser Zeit lebten 20 Einwohner im Ort, davon alle evangelischen Glaubens.
Im Adressbuch von 1850 ist die Ortslage als ‚Dalster‘, ab 1864 ‚In der Dalster‘ notiert. Eine Straße mit dem Namen In der Dalster wurde mit unbekanntem Datum benannt.